# Louis Muller
Pour les articles homonymes, voir Muller.
Louis Muller, né à Vénissieux le 22 février 1902 et mort à Antony le 23 mai 1957, est un médailleur français.  

## Biographie
Louis Muller est l'élève d'Henri-Auguste-Jules Patey (1855-1930), Henri Bouchard (1875-1960) et Henri Dropsy (1885-1969). Auteur du timbre-poste dit Marianne de Muller.
Il reçoit le second prix de Rome de gravure en médailles et pierres fines en 1929, et le premier prix de Rome de gravure en médailles et pierres fines en 1932.